# Дорфхемниц
Дорфхемниц (њем. Dorfchemnitz) општина је у њемачкој савезној држави Саксонија. Једно је од 61 општинског средишта округа Средња Саксонија. Према процјени из 2010. у општини је живјело 1.729 становника. Посједује регионалну шифру (AGS) 14522090.

## Географски и демографски подаци
Дорфхемниц се налази у савезној држави Саксонија у округу Средња Саксонија. Општина се налази на надморској висини од 572 метра. Површина општине износи 29,5 km². У самом мјесту је, према процјени из 2010. године, живјело 1.729 становника. Просјечна густина становништва износи 59 становника/km².